# Oudegem
Oudegem település a belgiumi Flandria régióban, Kelet-Flandria tartományban található. 1977-ben összevonták a szomszédos Dendermonde városával.
Az összevonás előtt a településnek 3950 lakosa volt. Oudegem a Dender és a Schelde folyók közötti síkságon fekszik.

## Látnivalók
- Az Onze-Lieve-Vrouwekerk (Miaaszonyunk-templom) korai gótikus stílusban épült, a templom keresztszárnya a 13. századból származik
- A Kloosterhoeve és a Bokkenhof a 18. században épült
- Kb. egy kilométerre a templomtól található a „Kappelleke Lambroek” kápolna.

## Története

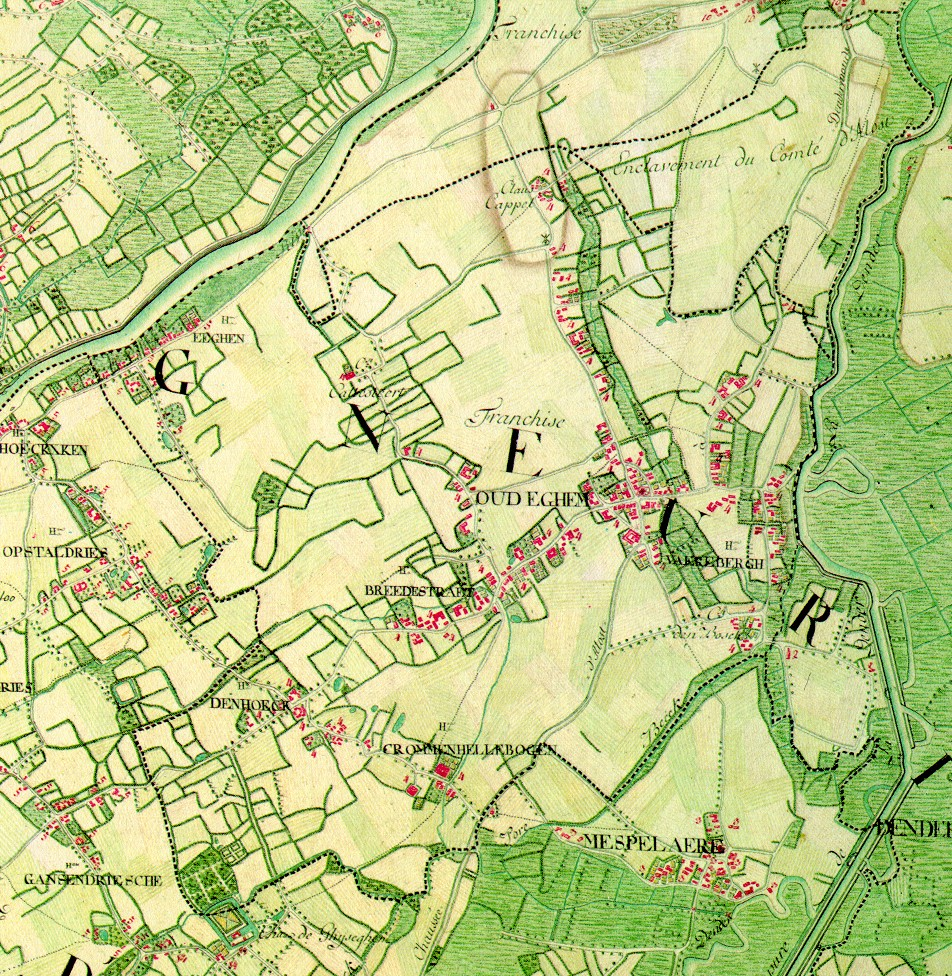
Oudegem 1775 körül (a Ferrariskaart részlete)

Oudegem neve az idő során jelentős változáson ment keresztül. A település eredeti neve „Haldingahaim”, amelynek jelentése: Aldo („hald”) leszármazottainak („inga”) háza („haim”).
Az eredeti név frank származású, akik a római hódítás után foglalták el a mai Belgium és Hollandia területét. A települést valószínűleg az 5. vagy 6. században alapították, de feltehetően már korábban is lakták a környéket: a szomszédos Mespelare településen számos, a római hódítás előttire datált temetkezési helyet tártak fel. A településen keresztül vezetett a római út Douai és Hulst között, erre emlékeztetnek Oudegem utcanevei: „Oude Heirbaan” és „Oude Baan”.
Oudegem központja napjainkban kb. egy kilométerre van a Dender folyó partjától, de az idők során a Dender is jelentős változásokon ment keresztül. A Wijzerbeek patak, amely ma a település közepén fut keresztül, régebben a Dender egyik mocsaras mellékága volt. A meder befedésével alakult ki később a főutca, a Hoogstraat. Varenberg régebben sziget volt a Dender és a Wijzerbeek között. A Dender folyó medrének változását is figyelembe véve elképzelhető, hogy a ma Varenberg néven ismert térség volt eredetileg Oudegem központja, mivel:
- a térség közvetlenül a Dender mellett feküdt
- Varenberg magasabban fekszik, mint a környező földek, vagyis jó védettséget nyújtott a rendszeres árvizek ellen
- a régi római út nyomvonala erre vezetett

Az Oudburg utcanév arra utal, hogy a településen vagy közelében valamikor kastély vagy erődítmény állt. A régészeti feltárás eredményei szerint ez az építmény az Oudburg és a Hofstraat utcák találkozásának közelében állhatott. A mai Oudgemse Baan és a Varenbergstraat kötötte össze a kastélyt Varenberg településével. Egy másik utca, a Bleienpark neve a kastély egyik tornyára vagy a fal egyik szakaszára emlékeztet, ahol az uralkodó család címerpajzsait függesztették ki.